# Cratere Naryn
Naryn  è un cratere sulla superficie di Marte.